# 紫坊畔乡
紫坊畔乡，是中华人民共和国甘肃省庆阳市华池县下辖的一个乡镇级行政单位。

## 行政区划
紫坊畔乡下辖以下地区：
高庄村、庙沟村、堡子山村和刘坪村。